# Le Crabe police
Le Crabe police ou Le Crabe policier  est une collection littéraire de roman policier publiée par l'éditeur André Martel. 

## Historique
Publiée par l'éditeur André Martel, cette collection policière est dirigée par l'écrivain français Martin Meroy, qui conduira également pour Martel plusieurs collections, comme Start-Police, Start-Espions ou encore Le Crabe espionnage. Il écrit par ailleurs dix des dix-sept titres de la collection.

## Titres de la collection
| No | Auteur           | Titre                          | Année de parution dans la collection |
| -- | ---------------- | ------------------------------ | ------------------------------------ |
| 1  | Varnoff, Clara   | Mort ou vif                    |                                      |
| 2  | Méroy, Martin    | Le Premier de la liste         |                                      |
| 3  | Méroy, Martin    | Un cercueil pour héritière     |                                      |
| 4  | Méroy, Martin    | Celle qui en savait trop       |                                      |
| 5  | Méroy, Martin    | Au troisième top, il sera mort |                                      |
| 6  | Méroy, Martin    | Et si il n'en reste qu'un      |                                      |
| 7  | Bastide, Maurice | Un carton sur le commissaire   |                                      |
| 8  | Méroy, Martin    | Poker fatal                    |                                      |
| 9  | Méroy, Martin    | Belles à croquer               |                                      |
| 10 | Hutchings, Roger | Meurtres vaudous               |                                      |
| 11 | Albar, Pierre    | Pleins feux sur la neige       |                                      |
| 12 | Léaud, Pierre    | Taxi pour l'échafaud           |                                      |
| 13 | Méroy, Martin    | Silence on tue                 | 1967                                 |
| 14 | Joury, Dominique | Macabre gros lot               | 1967                                 |
| 15 | Méroy, Martin    | Les Blondes ont la vie dure    | 1967                                 |
| 16 | Méroy, Martin    | Première pour un meurtre       | 1967                                 |
| 17 | Méroy, Martin    | Rideau pour assassin           |                                      |